# Nərgiz
Nərgiz és la segona òpera de Müslüm Maqomayev, composta el 1935. Məmməd Səid Ordubadi és l'autor del llibret de l'òpera. És considerada la composició més significativa del compositor. La música de l'òpera consisteix en cançons folklòriques de l'Azerbaidjan. 